# Sanghyeon (métro de Séoul)
Sanghyeon (hangeul : 상현 ; hanja : 上峴) est une station de passage de la ligne Sin Bundang du métro de Séoul. Elle est située au 312  Gwanggyojungang-ro,  quartier Sanghyeon-dong de l'arrondissement Suji-gu sur le territioire de la ville Yongin-si dans la province Gyeonggi-do, près de Séoul, en Corée du Sud.

## Situation sur le réseau

Plan du réseau (2023)

Établie en souterrain, Sanghyeon est une station de passage de la ligne Sin Bundang, dite aussi DXLine, du métro de Séoul : elle est située entre la station Seongbok en direction du terminus nord Sinsa, et la station Gwanggyo Jungang, en direction du terminus sud Gwanggyo.

## Histoire
La station Sanghyeon est mise en service le 30 janvier 2016, lors de l'ouverture à l'exploitation du prolongement de la ligne Sin Bundang, de 12,8 km, depuis la station Jeongja.